# Thayamühlbach
Der Thayamühlbach (auch Thaya-Mühlbach oder lokal nur Mühlbach, tschechisch: Dyjsko-mlýnský náhon) ist ein künstlich angelegter Kanal der Thaya.
Der Thayamühlbach wird am Thayawehr bei Krhovice rechtsseitig von der Thaya abgezweigt; an gleicher Stelle beginnt der links des Flusses verlaufende Kanal Krhovice – Hevlín. Den stark mäandrierenden Oberlauf des Kanals bildet die Stará Dyje (Alte Thaya), er führt vorbei an Strachotice, Micmanice, Slup und Oleksovičky nach Jaroslavice, wo er die ausgedehnten Fischteiche Horní und Dolní Jaroslavický rybník speist und den Bach Daníž aufnimmt.
Er führt dann bis zur österreichischen Grenze zunächst in gerader Linie rechts neben der Thaya und fließt dann auf österreichischem Gebiet südlich der Thaya auf Laa an der Thaya zu. Auf diesem Abschnitt überquert der Kanal im denkmalgeschützten Mühlbachaquädukt am Blaustaudnerhof die Pulkau und in einem weiteren Aquädukt den Pfaffengraben. Danach durchfließt er Laa an der Thaya, wo er mehrere Mühlen antrieb. Der Unterlauf des Thayamühlbach führt nordöstlich von Laa vorbei an Ruhhof entlang der tschechisch-österreichischen Grenze. Zwischen Hevlín und Mitterhof mündet der Kanal wieder in die Thaya.
Der Kanal ist ein Technisches Denkmal.

## Zuflüsse
- Daníž (r), bei Jaroslavice
- Fallbach (r), in Laa an der Thaya
- Pfaffengraben (l), am Ortsende von Laa an der Thaya
- Bockgraben bzw. Neudorfer Graben (r), beim Rothenseehof